# Danza de los Kúrpites
La danza de los Kúrpites es una danza purhépecha de carácter religioso, data desde el siglo XVI y legítima de los antiguos poblados de San Juan Parangaricutiro y San Salvador Combutzio.
Esta danza se lleva a cabo en las dos poblaciones de las cinco tenencias que conformaban el municipio y que quedaron separadas tras el éxodo provocado por la erupción del volcán Paricutín en el año de 1943. La principal representación de esta danza y la más popular se lleva a cabo en el poblado  Nuevo San Juan Parangaricutiro y la otra en la comunidad de San Salvador Combutzio, ahora tenencia de Uruapan.

## Origen y Significado del Nombre
La palabra "kúrpite" o "kúrpites" desciende del idioma purépecha que significa “los que se reúnen” o “los que se juntan”.

## Historia
En sus inicios, los jóvenes danzantes usaban máscaras con figuras de animales (venado, coyote, leopardo y otros tipos de animales), tratando de asemejarse en sus aullidos a tales animales, procediendo de aquí el grito característico de los llamados "cúrpites". 
Los instrumentos musicales que se usaban para el baile, eran el Tantan Tzicuar y el Teponaxtle; ahora es una banda de música.
Con el correr del tiempo, las máscaras semisalvajes fueron suplidas por el de personas, con toda seguridad, influenciados por los evangelizadores llevaban sobre la máscara un lúcido y costoso sombrero, bordado con grecas de hilo bordado de oro y plata, una capa adornada de chaquiras, cuentas, espejuelos, listones y flores de papel; en los pies se ponían cascabeles para ayudarse en el ritmo cuando se ejecutaba un "Son" o un "Torito". El sombrero también cayo, poniéndose en su lugar una cabellera compuesta de cuerdas de animales. 
En la población de  San Juan Parangaricutiro el festival principiaba con la entrada de la música la tarde del 6 de enero, para finalizar 9 del mismo mes al igual que se sigue llevando en la actualidad, mientras que, en la comunidad de Caltzontzin inicia el día 21 de diciembre por la tarde con la llegada de orquestas y termina el día 23 de diciembre del mismo año.
La celebración de carácter religioso se lleva a cabo en estas fechas para esperar la llegada del niño dios como lo hacen los Kúrpites, con las manos abiertas.

## Significado y composición de la danza
Los componentes de la danza son: "la maringuía", que es un hombre vestido de mujer indígena y con máscara que representa a la virgen María, el t´arepiti", que se pone cascabeles y fajas enredadas en los pies, unos delantales colgados del cuello hacia adelante y atrás y capotillo con espejo al centro, un guaje largo mateado a color, una máscara con cabellera blanca, -representando quizás a San José-, y un bastón grande con una campana, "los Kúrpites" que son quince o más, visten igual que el t´arepiti, menos el capotillo, bastón y el guaje, que sustituyen por una mangas de franela en forma de zarapes adornados caprichosamente con lentejuelas y chaquiras. 
La danza completa consta de 5 partes: 
1. La entrada
2. Danza de los curpites
3. Danza del t´arepiti o el viejo
4. Danza de la maringuía
5. La salida

## Actualidad
Siendo Nuevo San Juan Parangaricutiro y San Salvador Combutzio (hoy Caltzontzin) el resurgimiento de los antiguos poblados con la mayoría de habitantes son sede el más grande evento de los Kúrpites a nivel internacional el cual el pueblo de Nuevo San Juan Parangaricutiro celebra con un festival que principia con la entrada de la música la tarde del 6 de enero y termina el día 9 del mismo mes.
Dentro de este festival tiene cavidad el evento más conocido, se trata de una competencia que se lleva a cabo el día 8 de enero en el centro de la población entre dos cuadrillas o equipos de Kúrpites, integradas por los jóvenes solteros de los diferentes barrios que conforman el municipio y así representar a los barrios mayoritarios que son San Miguel y San Mateo.
Los días 7 y 9 de enero dentro de este festival ambas cuadrillas de kurpites se dedican a llevar dulces, chocolates y regalos a sus respectivas novias o prospectas, acompañados de una banda de viento u orquesta por las calles del pueblo.
En Caltzontzin la fiesta comienza el día 21 de diciembre con la llegada de las orquestas de la cuadrilla religiosa de nombre Cargueros. Esta cuadrilla recibe ese nombre debido al cargo de la imagen de San José que es impuesto por parte de la iglesia a siete jóvenes de la comunidad, los cuales serán responsables de organizarla. En este poblado se ha conservado la costumbre de recibir a las orquestas con el atuendo completo de kúrpites y una bebida antigua que es preparada a base de un fermentado de piña conocido como "charape".
El 22 de diciembre se recibe la orquesta de la cuadrilla contraria de nombre Libres.
El nombre se le otorga a esta cuadrilla ya que no existe un cargo y cualquiera puede bailar la danza mientras se mantenga en la cuadrilla, además de que todos los integrantes la mayorías de los años cambian a nuevos jóvenes.
El 23 de diciembre es el día esperado por las cuadrillas ya que es el día de las tradicionales competencias donde ambas cuadrillas se enfrentan en un mano a mano en el entablado, después de las competencias los jóvenes kúrpites llevan dulces a sus pretendientes que les elaboraron los delantares a los danzantes.

## Kúrpites feos
En Nuevo San Juan Parangaricutiro, la danza cuenta con una variante que se celebra de la misma forma y en las mismas fechas, iniciando con una entrada la tarde del día 7 de enero. Así mismo, hacen su participación en la explanada del centro del pueblo una vez terminado el acto de los Kúrpites bonitos en el escenario. 
A diferencia de los Kúrpites bonitos, en esta categoría  los que participan son los hombres casados de la población, aquellos que ya han contraído matrimonio y se les denomina Kúrpites Feos, esto por usar máscaras feas y trapos viejos en su vestimenta.
Esta variante es más que nada una parodia de la danza, con la cual la gente se divierte y ríe un buen rato.